# ندا بستانی
ندا بستانی (انگلیسی: Nada Boustani Khoury؛ زادهٔ ۲۷ ژانویه ۱۹۸۳) سیاستمدار لبنانی است. او عضو حزب جنبش میهنی آزاد و وزیر انرژی و آب لبنان است.